# Якоб Бернуллі
Я́коб Берну́ллі (6 січня 1655 (27 грудня 1654 ст. с.), Базель, Швейцарія — 16 серпня 1705, там само) — швейцарський математик, основоположник теорій варіаційного числення і диференційних рівнянь, старший із знаменитої династії науковців Бернуллі.
Якобові Бернуллі належать значні досягнення в теорії рядів, диференціальному численні, варіаційному численні, теорії ймовірностей і теорії чисел, де його ім'ям названі числа з деякими певними властивостями (числа Бернуллі). Також — роботи з фізики, арифметики, алгебри і геометрії.

## Внесок в математику
- Гіпотеза Бернуллі
- Нерівність Бернуллі
- Список об'єктів, названих на честь Якоба Бернуллі
- Формула Бернуллі
- Числа Бернуллі